# Deutschland Tour 2024
Die Deutschland Tour 2024 (offiziell Lidl Deutschland Tour) war ein Etappenrennen im Straßenradsport der Männer. Der Wettbewerb war Teil der UCI ProSeries 2024 und fand vom 21. bis 25. August statt. Wie in den Vorjahren bestand es aus einem Prolog mit Zeitfahren und vier regulären Etappen.

## Teilnehmer

### Teams
| WorldTeams (12)- Alpecin-Deceuninck - Astana Qazaqstan Team - Bahrain Victorious - Red Bull-Bora-Hansgrohe - EF Education-EasyPost - Ineos Grenadiers - Intermarché-Wanty - Lidl-Trek - Movistar Team - Soudal Quick-Step - Team dsm-firmenich PostNL - Team Visma \| Lease a Bike ProTeams (5)- Caja Rural-Seguros RGA - Q36.5 Pro Cycling Team - TotalEnergies - Tudor Pro Cycling Team - Uno-X Mobility Continental Teams (2)- Bike Aid - Lotto-Kern Haus PSD Bank Nationalmannschaft- Deutschland |
| |

### Fahrer
| Soudal Quick-Step SOQ | Soudal Quick-Step SOQ | Soudal Quick-Step SOQ |
| --------------------- | --------------------- | --------------------- |
| Nr.                   | Fahrer                | Platz                 |
| 1                     | Pieter Serry (BEL)    | 79.                   |
| 2                     | Gil Gelders (BEL)     | 9.                    |
| 3                     | Antoine Huby (FRA)    | 76.                   |
| 4                     | Luke Lamperti (USA)   | 4.                    |
| 5                     | Fausto Masnada (ITA)  | 35.                   |
| 6                     | Jordi Warlop (BEL)    | DNF-3                 |

| Lidl-Trek LTK | Lidl-Trek LTK                 | Lidl-Trek LTK |
| ------------- | ----------------------------- | ------------- |
| Nr.           | Fahrer                        | Platz         |
| 11            | Mads Pedersen (DEN)           | 1.            |
| 12            | Amanuel Ghebreigzabhier (ERI) | 86.           |
| 13            | Daan Hoole (NED)              | 85.           |
| 14            | Alex Kirsch (LUX)             | DNF-3         |
| 15            | Jonathan Milan (ITA)          | 66.           |
| 16            | Toms Skujiņš (LAT)            | 13.           |

| Ineos Grenadiers IGD | Ineos Grenadiers IGD       | Ineos Grenadiers IGD |
| -------------------- | -------------------------- | -------------------- |
| Nr.                  | Fahrer                     | Platz                |
| 21                   | Filippo Ganna (ITA)        | 88.                  |
| 22                   | Jonathan Castroviejo (ESP) | 61.                  |
| 23                   | Omar Fraile (ESP)          | 84.                  |
| 24                   | Ethan Hayter (GBR)         | 30.                  |
| 25                   | Elia Viviani (ITA)         | 89.                  |
| 26                   | Cameron Wurf (AUS)         | 94.                  |

| Red Bull-Bora-Hansgrohe RBH | Red Bull-Bora-Hansgrohe RBH | Red Bull-Bora-Hansgrohe RBH |
| --------------------------- | --------------------------- | --------------------------- |
| Nr.                         | Fahrer                      | Platz                       |
| 31                          | Danny van Poppel (NED)      | 2.                          |
| 32                          | Jordi Meeus (BEL)           | 59.                         |
| 33                          | Marco Haller (AUT)          | 55.                         |
| 34                          | Bob Jungels (LUX)           | 87.                         |
| 35                          | Jonas Koch (GER)            | 48.                         |
| 36                          | Ben Zwiehoff (GER)          | 53.                         |

| Movistar Team MOV | Movistar Team MOV       | Movistar Team MOV |
| ----------------- | ----------------------- | ----------------- |
| Nr.               | Fahrer                  | Platz             |
| 41                | Gregor Mühlberger (AUT) | 15.               |
| 42                | Ruben Guerreiro (POR)   | 29.               |
| 43                | Will Barta (USA)        | 17.               |
| 44                | Antonio Pedrero (ESP)   | DNF-2             |
| 45                | Javier Romo (ESP)       | 49.               |
| 46                | Jon Barrenetxea (ESP)   | 25.               |

| Team Visma \| Lease a Bike TVL | Team Visma \| Lease a Bike TVL | Team Visma \| Lease a Bike TVL |
| ------------------------------ | ------------------------------ | ------------------------------ |
| Nr.                            | Fahrer                         | Platz                          |
| 51                             | Jørgen Nordhagen (NOR)         | 7.                             |
| 52                             | Dario Igor Belletta (ITA)      | 43.                            |
| 53                             | Thomas Gloag (GBR)             | 20.                            |
| 54                             | Johannes Staune-Mittet (NOR)   | DNS-P                          |
| 55                             | Milan Vader (NED)              | 27.                            |
| 56                             | Tim van Dijke (NED)            | 82.                            |

| Team dsm-firmenich PostNL DFP | Team dsm-firmenich PostNL DFP | Team dsm-firmenich PostNL DFP |
| ----------------------------- | ----------------------------- | ----------------------------- |
| Nr.                           | Fahrer                        | Platz                         |
| 61                            | Niklas Märkl (GER)            | 24.                           |
| 62                            | Vincent Bodet (FRA)           | 80.                           |
| 63                            | Sean Flynn (GBR)              | 11.                           |
| 64                            | Ryan Gal (NED)                | 99.                           |
| 65                            | Bjoern Koerdt (GBR)           | 40.                           |
| 66                            | Kevin Vermaerke (USA)         | 10.                           |

| Uno-X Mobility UXM | Uno-X Mobility UXM               | Uno-X Mobility UXM |
| ------------------ | -------------------------------- | ------------------ |
| Nr.                | Fahrer                           | Platz              |
| 71                 | Alexander Kristoff (NOR)         | DNS-4              |
| 72                 | Tord Gudmestad (NOR)             | DNF-4              |
| 73                 | Anders Halland Johannessen (NOR) | 78.                |
| 74                 | Tobias Halland Johannessen (NOR) | 3.                 |
| 75                 | Johannes Kulset (NOR)            | 64.                |
| 76                 | Anders Skaarseth (NOR)           | 71.                |

| EF Education-EasyPost EFE | EF Education-EasyPost EFE | EF Education-EasyPost EFE |
| ------------------------- | ------------------------- | ------------------------- |
| Nr.                       | Fahrer                    | Platz                     |
| 81                        | Stefan Bissegger (SUI)    | 56.                       |
| 82                        | Stefan de Bod (RSA)       | 54.                       |
| 83                        | Edvin Lovidius (SWE)      | 97.                       |
| 84                        | Jonas Rutsch (GER)        | 23.                       |
| 85                        | Archie Ryan (IRL)         | 5.                        |
| 86                        | Georg Steinhauser (GER)   | 74.                       |

| Alpecin-Deceuninck ADC | Alpecin-Deceuninck ADC      | Alpecin-Deceuninck ADC |
| ---------------------- | --------------------------- | ---------------------- |
| Nr.                    | Fahrer                      | Platz                  |
| 91                     | Fabio Van den Bossche (BEL) | 47.                    |
| 92                     | Simon Dehairs (BEL)         | DNF-4                  |
| 93                     | Tibor Del Grosso (NED)      | 21.                    |
| 94                     | Jimmy Janssens (BEL)        | 38.                    |
| 95                     | Ramon Sinkeldam (NED)       | 69.                    |
| 96                     | Henri Uhlig (GER)           | 16.                    |

| Bahrain Victorious TBV | Bahrain Victorious TBV    | Bahrain Victorious TBV |
| ---------------------- | ------------------------- | ---------------------- |
| Nr.                    | Fahrer                    | Platz                  |
| 101                    | Santiago Buitrago (COL)   | 33.                    |
| 102                    | Alberto Bruttomesso (ITA) | 90.                    |
| 103                    | Nicolò Buratti (ITA)      | 58.                    |
| 104                    | Matevž Govekar (SLO)      | 32.                    |
| 105                    | Wout Poels (NED)          | 28.                    |
| 106                    | Vlad Van Mechelen (BEL)   | 67.                    |

| Deutschland GER | Deutschland GER   | Deutschland GER |
| --------------- | ----------------- | --------------- |
| Nr.             | Fahrer            | Platz           |
| 111             | Simon Geschke     | 26.             |
| 112             | Johannes Adamietz | 42.             |
| 113             | Miguel Heidemann  | 98.             |
| 114             | Roger Kluge       | 95.             |
| 115             | Tobias Müller     | 57.             |
| 116             | Max Walscheid     | 52.             |

| Astana Qazaqstan Team AST | Astana Qazaqstan Team AST | Astana Qazaqstan Team AST |
| ------------------------- | ------------------------- | ------------------------- |
| Nr.                       | Fahrer                    | Platz                     |
| 121                       | Rüdiger Selig (GER)       | 81.                       |
| 122                       | Jewgeni Fjodorow (KAZ)    | DNF-3                     |
| 123                       | Jewgeni Giditsch (KAZ)    | DNF-3                     |
| 124                       | Max Kanter (GER)          | 34.                       |
| 125                       | Jonas Reibsch (GER)       | 100.                      |
| 126                       | Gleb Syriza (RUS)         | 93.                       |

| Intermarché-Wanty IWA | Intermarché-Wanty IWA    | Intermarché-Wanty IWA |
| --------------------- | ------------------------ | --------------------- |
| Nr.                   | Fahrer                   | Platz                 |
| 131                   | Georg Zimmermann (GER)   | 19.                   |
| 132                   | Lilian Calmejane (FRA)   | DNF-4                 |
| 133                   | Kevin Colleoni (ITA)     | 37.                   |
| 134                   | Alexy Faure Prost (FRA)  | 75.                   |
| 135                   | Zeno Moonen (BEL)        | 83.                   |
| 136                   | Taco van der Hoorn (NED) | 77.                   |

| Tudor Pro Cycling Team TUD | Tudor Pro Cycling Team TUD  | Tudor Pro Cycling Team TUD |
| -------------------------- | --------------------------- | -------------------------- |
| Nr.                        | Fahrer                      | Platz                      |
| 141                        | Marco Brenner (GER)         | 18.                        |
| 142                        | Marius Mayrhofer (GER)      | DNF-4                      |
| 143                        | Sébastien Reichenbach (SUI) | 62.                        |
| 144                        | Florian Stork (GER)         | 6.                         |
| 145                        | Hannes Wilksch (GER)        | 50.                        |
| 146                        | Maikel Zijlaard (NED)       | DNF-3                      |

| TotalEnergies TEN | TotalEnergies TEN       | TotalEnergies TEN |
| ----------------- | ----------------------- | ----------------- |
| Nr.               | Fahrer                  | Platz             |
| 151               | Anthony Turgis (FRA)    | DNF-3             |
| 152               | Thomas Bonnet (FRA)     | 73.               |
| 153               | Fabien Doubey (FRA)     | 60.               |
| 154               | Émilien Jeannière (FRA) | 22.               |
| 155               | Mattéo Vercher (FRA)    | 70.               |
| 156               | Alexis Vuillermoz (FRA) | 44.               |

| Q36.5 Pro Cycling Team Q36 | Q36.5 Pro Cycling Team Q36 | Q36.5 Pro Cycling Team Q36 |
| -------------------------- | -------------------------- | -------------------------- |
| Nr.                        | Fahrer                     | Platz                      |
| 161                        | Jannik Steimle (GER)       | 63.                        |
| 162                        | Fabio Christen (SUI)       | 8.                         |
| 163                        | Alessandro Fancellu (ITA)  | DNF-2                      |
| 164                        | Cyrus Monk (AUS)           | 91.                        |
| 165                        | Jan Sommer (SUI)           | 92.                        |
| 166                        | Nickolas Zukowsky (CAN)    | 72.                        |

| Bike Aid BAI | Bike Aid BAI               | Bike Aid BAI |
| ------------ | -------------------------- | ------------ |
| Nr.          | Fahrer                     | Platz        |
| 171          | Vinzent Dorn (GER)         | 68.          |
| 172          | Antoine Berlin (MON)       | 41.          |
| 173          | Anton Theo Lennemann (GER) | 104.         |
| 174          | Oliver Mattheis (GER)      | 51.          |
| 175          | Anton Schiffer (GER)       | 39.          |
| 176          | Dawit Yemane (ERI)         | 65.          |

| Caja Rural-Seguros RGA CJR | Caja Rural-Seguros RGA CJR | Caja Rural-Seguros RGA CJR |
| -------------------------- | -------------------------- | -------------------------- |
| Nr.                        | Fahrer                     | Platz                      |
| 181                        | Iúri Leitão (POR)          | DNF-3                      |
| 182                        | Orluis Aular (VEN)         | 12.                        |
| 183                        | Abel Balderstone (ESP)     | 36.                        |
| 184                        | Fernando Barceló (ESP)     | 31.                        |
| 185                        | Jefferson Cepeda (ECU)     | 14.                        |
| 186                        | Joel Nicolau (ESP)         | 46.                        |

| Lotto Kern-Haus PSD Bank LKH | Lotto Kern-Haus PSD Bank LKH | Lotto Kern-Haus PSD Bank LKH |
| ---------------------------- | ---------------------------- | ---------------------------- |
| Nr.                          | Fahrer                       | Platz                        |
| 191                          | Joshua Huppertz (GER)        | 45.                          |
| 192                          | Leon Arenz (GER)             | 102.                         |
| 193                          | Nick Bangert (GER)           | 101.                         |
| 194                          | Mauro Brenner (GER)          | DNF-3                        |
| 195                          | Ben Felix Jochum (GER)       | 103.                         |
| 196                          | Fausto Penna (GER)           | 96.                          |

| Soudal Quick-Step SOQ | Soudal Quick-Step SOQ | Soudal Quick-Step SOQ |
| --------------------- | --------------------- | --------------------- |
| Nr.                   | Fahrer                | Platz                 |
| 1                     | Pieter Serry (BEL)    | 79.                   |
| 2                     | Gil Gelders (BEL)     | 9.                    |
| 3                     | Antoine Huby (FRA)    | 76.                   |
| 4                     | Luke Lamperti (USA)   | 4.                    |
| 5                     | Fausto Masnada (ITA)  | 35.                   |
| 6                     | Jordi Warlop (BEL)    | DNF-3                 |

| Lidl-Trek LTK | Lidl-Trek LTK                 | Lidl-Trek LTK |
| ------------- | ----------------------------- | ------------- |
| Nr.           | Fahrer                        | Platz         |
| 11            | Mads Pedersen (DEN)           | 1.            |
| 12            | Amanuel Ghebreigzabhier (ERI) | 86.           |
| 13            | Daan Hoole (NED)              | 85.           |
| 14            | Alex Kirsch (LUX)             | DNF-3         |
| 15            | Jonathan Milan (ITA)          | 66.           |
| 16            | Toms Skujiņš (LAT)            | 13.           |

| Ineos Grenadiers IGD | Ineos Grenadiers IGD       | Ineos Grenadiers IGD |
| -------------------- | -------------------------- | -------------------- |
| Nr.                  | Fahrer                     | Platz                |
| 21                   | Filippo Ganna (ITA)        | 88.                  |
| 22                   | Jonathan Castroviejo (ESP) | 61.                  |
| 23                   | Omar Fraile (ESP)          | 84.                  |
| 24                   | Ethan Hayter (GBR)         | 30.                  |
| 25                   | Elia Viviani (ITA)         | 89.                  |
| 26                   | Cameron Wurf (AUS)         | 94.                  |

| Red Bull-Bora-Hansgrohe RBH | Red Bull-Bora-Hansgrohe RBH | Red Bull-Bora-Hansgrohe RBH |
| --------------------------- | --------------------------- | --------------------------- |
| Nr.                         | Fahrer                      | Platz                       |
| 31                          | Danny van Poppel (NED)      | 2.                          |
| 32                          | Jordi Meeus (BEL)           | 59.                         |
| 33                          | Marco Haller (AUT)          | 55.                         |
| 34                          | Bob Jungels (LUX)           | 87.                         |
| 35                          | Jonas Koch (GER)            | 48.                         |
| 36                          | Ben Zwiehoff (GER)          | 53.                         |

| Movistar Team MOV | Movistar Team MOV       | Movistar Team MOV |
| ----------------- | ----------------------- | ----------------- |
| Nr.               | Fahrer                  | Platz             |
| 41                | Gregor Mühlberger (AUT) | 15.               |
| 42                | Ruben Guerreiro (POR)   | 29.               |
| 43                | Will Barta (USA)        | 17.               |
| 44                | Antonio Pedrero (ESP)   | DNF-2             |
| 45                | Javier Romo (ESP)       | 49.               |
| 46                | Jon Barrenetxea (ESP)   | 25.               |

| Team Visma \| Lease a Bike TVL | Team Visma \| Lease a Bike TVL | Team Visma \| Lease a Bike TVL |
| ------------------------------ | ------------------------------ | ------------------------------ |
| Nr.                            | Fahrer                         | Platz                          |
| 51                             | Jørgen Nordhagen (NOR)         | 7.                             |
| 52                             | Dario Igor Belletta (ITA)      | 43.                            |
| 53                             | Thomas Gloag (GBR)             | 20.                            |
| 54                             | Johannes Staune-Mittet (NOR)   | DNS-P                          |
| 55                             | Milan Vader (NED)              | 27.                            |
| 56                             | Tim van Dijke (NED)            | 82.                            |

| Team dsm-firmenich PostNL DFP | Team dsm-firmenich PostNL DFP | Team dsm-firmenich PostNL DFP |
| ----------------------------- | ----------------------------- | ----------------------------- |
| Nr.                           | Fahrer                        | Platz                         |
| 61                            | Niklas Märkl (GER)            | 24.                           |
| 62                            | Vincent Bodet (FRA)           | 80.                           |
| 63                            | Sean Flynn (GBR)              | 11.                           |
| 64                            | Ryan Gal (NED)                | 99.                           |
| 65                            | Bjoern Koerdt (GBR)           | 40.                           |
| 66                            | Kevin Vermaerke (USA)         | 10.                           |

| Uno-X Mobility UXM | Uno-X Mobility UXM               | Uno-X Mobility UXM |
| ------------------ | -------------------------------- | ------------------ |
| Nr.                | Fahrer                           | Platz              |
| 71                 | Alexander Kristoff (NOR)         | DNS-4              |
| 72                 | Tord Gudmestad (NOR)             | DNF-4              |
| 73                 | Anders Halland Johannessen (NOR) | 78.                |
| 74                 | Tobias Halland Johannessen (NOR) | 3.                 |
| 75                 | Johannes Kulset (NOR)            | 64.                |
| 76                 | Anders Skaarseth (NOR)           | 71.                |

| EF Education-EasyPost EFE | EF Education-EasyPost EFE | EF Education-EasyPost EFE |
| ------------------------- | ------------------------- | ------------------------- |
| Nr.                       | Fahrer                    | Platz                     |
| 81                        | Stefan Bissegger (SUI)    | 56.                       |
| 82                        | Stefan de Bod (RSA)       | 54.                       |
| 83                        | Edvin Lovidius (SWE)      | 97.                       |
| 84                        | Jonas Rutsch (GER)        | 23.                       |
| 85                        | Archie Ryan (IRL)         | 5.                        |
| 86                        | Georg Steinhauser (GER)   | 74.                       |

| Alpecin-Deceuninck ADC | Alpecin-Deceuninck ADC      | Alpecin-Deceuninck ADC |
| ---------------------- | --------------------------- | ---------------------- |
| Nr.                    | Fahrer                      | Platz                  |
| 91                     | Fabio Van den Bossche (BEL) | 47.                    |
| 92                     | Simon Dehairs (BEL)         | DNF-4                  |
| 93                     | Tibor Del Grosso (NED)      | 21.                    |
| 94                     | Jimmy Janssens (BEL)        | 38.                    |
| 95                     | Ramon Sinkeldam (NED)       | 69.                    |
| 96                     | Henri Uhlig (GER)           | 16.                    |

| Bahrain Victorious TBV | Bahrain Victorious TBV    | Bahrain Victorious TBV |
| ---------------------- | ------------------------- | ---------------------- |
| Nr.                    | Fahrer                    | Platz                  |
| 101                    | Santiago Buitrago (COL)   | 33.                    |
| 102                    | Alberto Bruttomesso (ITA) | 90.                    |
| 103                    | Nicolò Buratti (ITA)      | 58.                    |
| 104                    | Matevž Govekar (SLO)      | 32.                    |
| 105                    | Wout Poels (NED)          | 28.                    |
| 106                    | Vlad Van Mechelen (BEL)   | 67.                    |

| Deutschland GER | Deutschland GER   | Deutschland GER |
| --------------- | ----------------- | --------------- |
| Nr.             | Fahrer            | Platz           |
| 111             | Simon Geschke     | 26.             |
| 112             | Johannes Adamietz | 42.             |
| 113             | Miguel Heidemann  | 98.             |
| 114             | Roger Kluge       | 95.             |
| 115             | Tobias Müller     | 57.             |
| 116             | Max Walscheid     | 52.             |

| Astana Qazaqstan Team AST | Astana Qazaqstan Team AST | Astana Qazaqstan Team AST |
| ------------------------- | ------------------------- | ------------------------- |
| Nr.                       | Fahrer                    | Platz                     |
| 121                       | Rüdiger Selig (GER)       | 81.                       |
| 122                       | Jewgeni Fjodorow (KAZ)    | DNF-3                     |
| 123                       | Jewgeni Giditsch (KAZ)    | DNF-3                     |
| 124                       | Max Kanter (GER)          | 34.                       |
| 125                       | Jonas Reibsch (GER)       | 100.                      |
| 126                       | Gleb Syriza (RUS)         | 93.                       |

| Intermarché-Wanty IWA | Intermarché-Wanty IWA    | Intermarché-Wanty IWA |
| --------------------- | ------------------------ | --------------------- |
| Nr.                   | Fahrer                   | Platz                 |
| 131                   | Georg Zimmermann (GER)   | 19.                   |
| 132                   | Lilian Calmejane (FRA)   | DNF-4                 |
| 133                   | Kevin Colleoni (ITA)     | 37.                   |
| 134                   | Alexy Faure Prost (FRA)  | 75.                   |
| 135                   | Zeno Moonen (BEL)        | 83.                   |
| 136                   | Taco van der Hoorn (NED) | 77.                   |

| Tudor Pro Cycling Team TUD | Tudor Pro Cycling Team TUD  | Tudor Pro Cycling Team TUD |
| -------------------------- | --------------------------- | -------------------------- |
| Nr.                        | Fahrer                      | Platz                      |
| 141                        | Marco Brenner (GER)         | 18.                        |
| 142                        | Marius Mayrhofer (GER)      | DNF-4                      |
| 143                        | Sébastien Reichenbach (SUI) | 62.                        |
| 144                        | Florian Stork (GER)         | 6.                         |
| 145                        | Hannes Wilksch (GER)        | 50.                        |
| 146                        | Maikel Zijlaard (NED)       | DNF-3                      |

| TotalEnergies TEN | TotalEnergies TEN       | TotalEnergies TEN |
| ----------------- | ----------------------- | ----------------- |
| Nr.               | Fahrer                  | Platz             |
| 151               | Anthony Turgis (FRA)    | DNF-3             |
| 152               | Thomas Bonnet (FRA)     | 73.               |
| 153               | Fabien Doubey (FRA)     | 60.               |
| 154               | Émilien Jeannière (FRA) | 22.               |
| 155               | Mattéo Vercher (FRA)    | 70.               |
| 156               | Alexis Vuillermoz (FRA) | 44.               |

| Q36.5 Pro Cycling Team Q36 | Q36.5 Pro Cycling Team Q36 | Q36.5 Pro Cycling Team Q36 |
| -------------------------- | -------------------------- | -------------------------- |
| Nr.                        | Fahrer                     | Platz                      |
| 161                        | Jannik Steimle (GER)       | 63.                        |
| 162                        | Fabio Christen (SUI)       | 8.                         |
| 163                        | Alessandro Fancellu (ITA)  | DNF-2                      |
| 164                        | Cyrus Monk (AUS)           | 91.                        |
| 165                        | Jan Sommer (SUI)           | 92.                        |
| 166                        | Nickolas Zukowsky (CAN)    | 72.                        |

| Bike Aid BAI | Bike Aid BAI               | Bike Aid BAI |
| ------------ | -------------------------- | ------------ |
| Nr.          | Fahrer                     | Platz        |
| 171          | Vinzent Dorn (GER)         | 68.          |
| 172          | Antoine Berlin (MON)       | 41.          |
| 173          | Anton Theo Lennemann (GER) | 104.         |
| 174          | Oliver Mattheis (GER)      | 51.          |
| 175          | Anton Schiffer (GER)       | 39.          |
| 176          | Dawit Yemane (ERI)         | 65.          |

| Caja Rural-Seguros RGA CJR | Caja Rural-Seguros RGA CJR | Caja Rural-Seguros RGA CJR |
| -------------------------- | -------------------------- | -------------------------- |
| Nr.                        | Fahrer                     | Platz                      |
| 181                        | Iúri Leitão (POR)          | DNF-3                      |
| 182                        | Orluis Aular (VEN)         | 12.                        |
| 183                        | Abel Balderstone (ESP)     | 36.                        |
| 184                        | Fernando Barceló (ESP)     | 31.                        |
| 185                        | Jefferson Cepeda (ECU)     | 14.                        |
| 186                        | Joel Nicolau (ESP)         | 46.                        |

| Lotto Kern-Haus PSD Bank LKH | Lotto Kern-Haus PSD Bank LKH | Lotto Kern-Haus PSD Bank LKH |
| ---------------------------- | ---------------------------- | ---------------------------- |
| Nr.                          | Fahrer                       | Platz                        |
| 191                          | Joshua Huppertz (GER)        | 45.                          |
| 192                          | Leon Arenz (GER)             | 102.                         |
| 193                          | Nick Bangert (GER)           | 101.                         |
| 194                          | Mauro Brenner (GER)          | DNF-3                        |
| 195                          | Ben Felix Jochum (GER)       | 103.                         |
| 196                          | Fausto Penna (GER)           | 96.                          |

## Strecke
Der Prolog war ein 3 Kilometer langes Einzelzeitfahren in der Innenstadt von Schweinfurt. Die erste Etappe führte von Schweinfurt über Tauberbischofsheim nach Heilbronn, wo 12 Kilometer vor dem Ziel die Steigung zum Jägerhaus passiert wurde. Die zweite Etappe führte zeitweise durch das Tal des Kochers und dann auf den Albuch bei Bartholomä, um in Schwäbisch Gmünd zu enden. Dort wurden zwei Schlussrunden absolviert, wobei sich das Ziel nach einer Steigung auf der Oberbettringer Straße befand. Die dritte Etappe führte weiter quer durch Baden-Württemberg entlang des Albtraufs mit zahlreichen Steigungen und Abfahrten wie der Ochsenwanger Steige, der Sirchinger Steige, der Honauer Steige und der Meßstetter Steige; sie endete in Villingen, wo wiederum eine Schlussrunde gefahren wurde. Die vierte Etappe begann in Annweiler am Trifels, mit anschließendem Anstieg zur Großen Kalmit, und führte durch den Pfälzerwald nach Saarbrücken. Dort wurde wiederum eine Schlussrunde absolviert, auf dem zweimal die Metzer Straße erklommen wurde.
| Etappe    | Datum    | Etappenorte                               | type             | Länge (km) | Etappensieger  | Gesamtführender |
| --------- | -------- | ----------------------------------------- | ---------------- | ---------- | -------------- | --------------- |
| Prolog    | 21. Aug. | Schweinfurt – Schweinfurt                 | Einzelzeitfahren | 2,9        | Jonathan Milan | Jonathan Milan  |
| 1. Etappe | 22. Aug. | Schweinfurt – Heilbronn                   | Flachetappe      | 176,3      | Jonathan Milan | Jonathan Milan  |
| 2. Etappe | 23. Aug. | Heilbronn – Schwäbisch Gmünd              | Hügelige Etappe  | 174,6      | Mads Pedersen  | Mads Pedersen   |
| 3. Etappe | 24. Aug. | Schwäbisch Gmünd – Villingen-Schwenningen | Hügelige Etappe  | 211,1      | Jonathan Milan | Mads Pedersen   |
| 4. Etappe | 25. Aug. | Annweiler am Trifels – Saarbrücken        | Hügelige Etappe  | 182,7      | Mads Pedersen  | Mads Pedersen   |

## Reglement
Nachdem das Trikot des Gesamtführenden in den Vorjahren rot gewesen war, war es 2024 in Anlehnung an die Farben des Sponsors Lidl blau.
Weiterhin gab es die folgenden Wertungstrikots:
- Punktbester Fahrer (Dunkelgrün)
- Bester Bergfahrer (Schwarz mit farbigen Punkten)
- Bester Nachwuchsfahrer (Weiß)
- Community-Trikot (Weiß mit farbigem Muster) für den Fahrer des Tages, der von Radsportfans auf Instagram gewählt werden konnte

Die führende Mannschaft in der Mannschaftswertung ging mit gelben Nummern an den Start.

## Rennverlauf und Ergebnisse
Lidl-Trek, deren Hauptsponsor auch Namenssponsor des Rennens war, ging unter anderem mit Ex-Weltmeister Mads Pedersen und Jonathan Milan, dem Gewinner der Punktewertung des Giro 2024, an den Start und dominierte das Rennen. Milan gewann den Prolog knapp vor Pedersen, ebenso wie die erste und dritte Etappe, die mit Massensprints endeten. Auf der zweiten und vierten Etappe, deren Schlussrunden kleinere Steigungen enthielten, setzte sich jeweils eine kleine Gruppe ab, deren Sprint Pedersen beide Male für sich entschied. Pedersen gewann denn auch die Gesamtwertung, Milan die Punktewertung.

### Prolog
Schweinfurt (Zeitfahren 2,9 km)
| \| Etappenergebnis \| Etappenergebnis \| Etappenergebnis \| Etappenergebnis \| Etappenergebnis \| \| Fahrer \| Fahrer \| Land \| Team \| Zeit \| \| --------------- \| ---------------- \| ---------------------- \| ----------------------- \| --------------- \| \| 1. \| Jonathan Milan \| Italien \| Lidl-Trek \| 3 min 16 s \| \| 2. \| Mads Pedersen \| Dänemark \| Lidl-Trek \| + 1 s \| \| 3. \| Maikel Zijlaard \| Niederlande \| Tudor Pro Cycling Team \| + 2 s \| \| 4. \| Ethan Hayter \| Vereinigtes Königreich \| Ineos Grenadiers \| + 3 s \| \| 5. \| Stefan Bissegger \| Schweiz \| EF Education-EasyPost \| + 3 s \| \| 6. \| Danny van Poppel \| Niederlande \| Red Bull-Bora-Hansgrohe \| + 5 s \| \| 7. \| Jannik Steimle \| Deutschland \| Q36.5 Pro Cycling Team \| + 5 s \| \| 8. \| Marco Haller \| Österreich \| Red Bull-Bora-Hansgrohe \| + 5 s \| \| 9. \| Jordi Meeus \| Belgien \| Red Bull-Bora-Hansgrohe \| + 6 s \| \| 10. \| Fabio Christen \| Schweiz \| Q36.5 Pro Cycling Team \| + 6 s \| |                  |                        |                         |            |
| |                  |                        |                         |            |
| Quelle: ProCyclingStats |                  |                        |                         |            |
| Etappenergebnis |                  |                        |                         |            |
| Fahrer | Fahrer           | Land                   | Team                    | Zeit       |
| 1. | Jonathan Milan   | Italien                | Lidl-Trek               | 3 min 16 s |
| 2. | Mads Pedersen    | Dänemark               | Lidl-Trek               | + 1 s      |
| 3. | Maikel Zijlaard  | Niederlande            | Tudor Pro Cycling Team  | + 2 s      |
| 4. | Ethan Hayter     | Vereinigtes Königreich | Ineos Grenadiers        | + 3 s      |
| 5. | Stefan Bissegger | Schweiz                | EF Education-EasyPost   | + 3 s      |
| 6. | Danny van Poppel | Niederlande            | Red Bull-Bora-Hansgrohe | + 5 s      |
| 7. | Jannik Steimle   | Deutschland            | Q36.5 Pro Cycling Team  | + 5 s      |
| 8. | Marco Haller     | Österreich             | Red Bull-Bora-Hansgrohe | + 5 s      |
| 9. | Jordi Meeus      | Belgien                | Red Bull-Bora-Hansgrohe | + 6 s      |
| 10. | Fabio Christen   | Schweiz                | Q36.5 Pro Cycling Team  | + 6 s      |

| \| Gesamtwertung \| Gesamtwertung \| Gesamtwertung \| Gesamtwertung \| Gesamtwertung \| \| Fahrer \| Fahrer \| Land \| Team \| Zeit \| \| ------------- \| ---------------- \| ---------------------- \| ----------------------- \| ------------- \| \| 1. \| Jonathan Milan \| Italien \| Lidl-Trek \| 3 min 16 s \| \| 2. \| Mads Pedersen \| Dänemark \| Lidl-Trek \| + 1 s \| \| 3. \| Maikel Zijlaard \| Niederlande \| Tudor Pro Cycling Team \| + 2 s \| \| 4. \| Ethan Hayter \| Vereinigtes Königreich \| Ineos Grenadiers \| + 3 s \| \| 5. \| Stefan Bissegger \| Schweiz \| EF Education-EasyPost \| + 3 s \| \| 6. \| Danny van Poppel \| Niederlande \| Red Bull-Bora-Hansgrohe \| + 4 s \| \| 7. \| Jannik Steimle \| Deutschland \| Q36.5 Pro Cycling Team \| + 5 s \| \| 8. \| Marco Haller \| Österreich \| Red Bull-Bora-Hansgrohe \| + 5 s \| \| 9. \| Jordi Meeus \| Belgien \| Red Bull-Bora-Hansgrohe \| + 5 s \| \| 10. \| Fabio Christen \| Schweiz \| Q36.5 Pro Cycling Team \| + 6 s \| |                  |                        |                         |            |
| |                  |                        |                         |            |
| Quelle: ProCyclingStats |                  |                        |                         |            |
| Gesamtwertung |                  |                        |                         |            |
| Fahrer | Fahrer           | Land                   | Team                    | Zeit       |
| 1. | Jonathan Milan   | Italien                | Lidl-Trek               | 3 min 16 s |
| 2. | Mads Pedersen    | Dänemark               | Lidl-Trek               | + 1 s      |
| 3. | Maikel Zijlaard  | Niederlande            | Tudor Pro Cycling Team  | + 2 s      |
| 4. | Ethan Hayter     | Vereinigtes Königreich | Ineos Grenadiers        | + 3 s      |
| 5. | Stefan Bissegger | Schweiz                | EF Education-EasyPost   | + 3 s      |
| 6. | Danny van Poppel | Niederlande            | Red Bull-Bora-Hansgrohe | + 4 s      |
| 7. | Jannik Steimle   | Deutschland            | Q36.5 Pro Cycling Team  | + 5 s      |
| 8. | Marco Haller     | Österreich             | Red Bull-Bora-Hansgrohe | + 5 s      |
| 9. | Jordi Meeus      | Belgien                | Red Bull-Bora-Hansgrohe | + 5 s      |
| 10. | Fabio Christen   | Schweiz                | Q36.5 Pro Cycling Team  | + 6 s      |

| Punktewertung | Punktewertung   | Punktewertung          | Punktewertung          | Punktewertung |
| Fahrer        | Fahrer          | Land                   | Team                   | Punkte        |
| ------------- | --------------- | ---------------------- | ---------------------- | ------------- |
| 1.            | Jonathan Milan  | Italien                | Lidl-Trek              | 15 P.         |
| 2.            | Mads Pedersen   | Dänemark               | Lidl-Trek              | 12 P.         |
| 3.            | Maikel Zijlaard | Niederlande            | Tudor Pro Cycling Team | 9 P.          |
| 4.            | Ethan Hayter    | Vereinigtes Königreich | Ineos Grenadiers       | 7 P.          |

| Nachwuchswertung | Nachwuchswertung | Nachwuchswertung | Nachwuchswertung       | Nachwuchswertung |
| Fahrer           | Fahrer           | Land             | Team                   | Zeit             |
| ---------------- | ---------------- | ---------------- | ---------------------- | ---------------- |
| 1.               | Jonathan Milan   | Italien          | Lidl-Trek              | 3 min 16 s       |
| 2.               | Maikel Zijlaard  | Niederlande      | Tudor Pro Cycling Team | + 2 s            |
| 3.               | Fabio Christen   | Schweiz          | Q36.5 Pro Cycling Team | + 6 s            |

| Mannschaftswertung | Mannschaftswertung      | Mannschaftswertung | Mannschaftswertung |
| Team               | Team                    | Land               | Zeit               |
| ------------------ | ----------------------- | ------------------ | ------------------ |
| 1.                 | Lidl-Trek               | Vereinigte Staaten | 9 min 58 s         |
| 2.                 | Red Bull-Bora-Hansgrohe | Deutschland        | + 4 s              |
| 3.                 | Q36.5 Pro Cycling Team  | Schweiz            | + 11 s             |

### 1. Etappe
Schweinfurt–Heilbronn (176,3 km)
| \| Etappenergebnis \| Etappenergebnis \| Etappenergebnis \| Etappenergebnis \| Etappenergebnis \| \| Fahrer \| Fahrer \| Land \| Team \| Zeit \| \| --------------- \| ------------------ \| --------------- \| ------------------------- \| --------------- \| \| 1. \| Jonathan Milan \| Italien \| Lidl-Trek \| 4 h 16 min 17 s \| \| 2. \| Jordi Meeus \| Belgien \| Red Bull-Bora-Hansgrohe \| + 0 s \| \| 3. \| Max Kanter \| Deutschland \| Astana Qazaqstan Team \| + 0 s \| \| 4. \| Alexander Kristoff \| Norwegen \| Uno-X Mobility \| + 0 s \| \| 5. \| Henri Uhlig \| Deutschland \| Alpecin-Deceuninck \| + 0 s \| \| 6. \| Émilien Jeannière \| Frankreich \| TotalEnergies \| + 0 s \| \| 7. \| Niklas Märkl \| Deutschland \| Team dsm-firmenich PostNL \| + 0 s \| \| 8. \| Matevž Govekar \| Slowenien \| Bahrain Victorious \| + 0 s \| \| 9. \| Tobias Müller \| Deutschland \| Deutschland \| + 0 s \| \| 10. \| Joshua Huppertz \| Deutschland \| Lotto Kern-Haus PSD Bank \| + 0 s \| |                    |             |                           |                 |
| |                    |             |                           |                 |
| Quelle: ProCyclingStats |                    |             |                           |                 |
| Etappenergebnis |                    |             |                           |                 |
| Fahrer | Fahrer             | Land        | Team                      | Zeit            |
| 1. | Jonathan Milan     | Italien     | Lidl-Trek                 | 4 h 16 min 17 s |
| 2. | Jordi Meeus        | Belgien     | Red Bull-Bora-Hansgrohe   | + 0 s           |
| 3. | Max Kanter         | Deutschland | Astana Qazaqstan Team     | + 0 s           |
| 4. | Alexander Kristoff | Norwegen    | Uno-X Mobility            | + 0 s           |
| 5. | Henri Uhlig        | Deutschland | Alpecin-Deceuninck        | + 0 s           |
| 6. | Émilien Jeannière  | Frankreich  | TotalEnergies             | + 0 s           |
| 7. | Niklas Märkl       | Deutschland | Team dsm-firmenich PostNL | + 0 s           |
| 8. | Matevž Govekar     | Slowenien   | Bahrain Victorious        | + 0 s           |
| 9. | Tobias Müller      | Deutschland | Deutschland               | + 0 s           |
| 10. | Joshua Huppertz    | Deutschland | Lotto Kern-Haus PSD Bank  | + 0 s           |

| \| Gesamtwertung \| Gesamtwertung \| Gesamtwertung \| Gesamtwertung \| Gesamtwertung \| \| Fahrer \| Fahrer \| Land \| Team \| Zeit \| \| ------------- \| ---------------- \| ---------------------- \| ----------------------- \| --------------- \| \| 1. \| Jonathan Milan \| Italien \| Lidl-Trek \| 4 h 19 min 23 s \| \| 2. \| Jordi Meeus \| Belgien \| Red Bull-Bora-Hansgrohe \| + 9 s \| \| 3. \| Mads Pedersen \| Dänemark \| Lidl-Trek \| + 11 s \| \| 4. \| Ethan Hayter \| Vereinigtes Königreich \| Ineos Grenadiers \| + 13 s \| \| 5. \| Stefan Bissegger \| Schweiz \| EF Education-EasyPost \| + 13 s \| \| 6. \| Danny van Poppel \| Niederlande \| Red Bull-Bora-Hansgrohe \| + 14 s \| \| 7. \| Jannik Steimle \| Deutschland \| Q36.5 Pro Cycling Team \| + 15 s \| \| 8. \| Marco Haller \| Österreich \| Red Bull-Bora-Hansgrohe \| + 15 s \| \| 9. \| Fabio Christen \| Schweiz \| Q36.5 Pro Cycling Team \| + 16 s \| \| 10. \| Gil Gelders \| Belgien \| Soudal Quick-Step \| + 16 s \| |                  |                        |                         |                 |
| |                  |                        |                         |                 |
| Quelle: ProCyclingStats |                  |                        |                         |                 |
| Gesamtwertung |                  |                        |                         |                 |
| Fahrer | Fahrer           | Land                   | Team                    | Zeit            |
| 1. | Jonathan Milan   | Italien                | Lidl-Trek               | 4 h 19 min 23 s |
| 2. | Jordi Meeus      | Belgien                | Red Bull-Bora-Hansgrohe | + 9 s           |
| 3. | Mads Pedersen    | Dänemark               | Lidl-Trek               | + 11 s          |
| 4. | Ethan Hayter     | Vereinigtes Königreich | Ineos Grenadiers        | + 13 s          |
| 5. | Stefan Bissegger | Schweiz                | EF Education-EasyPost   | + 13 s          |
| 6. | Danny van Poppel | Niederlande            | Red Bull-Bora-Hansgrohe | + 14 s          |
| 7. | Jannik Steimle   | Deutschland            | Q36.5 Pro Cycling Team  | + 15 s          |
| 8. | Marco Haller     | Österreich             | Red Bull-Bora-Hansgrohe | + 15 s          |
| 9. | Fabio Christen   | Schweiz                | Q36.5 Pro Cycling Team  | + 16 s          |
| 10. | Gil Gelders      | Belgien                | Soudal Quick-Step       | + 16 s          |

| Punktewertung | Punktewertung  | Punktewertung | Punktewertung           | Punktewertung |
| Fahrer        | Fahrer         | Land          | Team                    | Punkte        |
| ------------- | -------------- | ------------- | ----------------------- | ------------- |
| 1.            | Jonathan Milan | Italien       | Lidl-Trek               | 30 P.         |
| 2.            | Jordi Meeus    | Belgien       | Red Bull-Bora-Hansgrohe | 14 P.         |
| 3.            | Mads Pedersen  | Dänemark      | Lidl-Trek               | 12 P.         |
| 4.            | Max Kanter     | Deutschland   | Astana Qazaqstan Team   | 9 P.          |

| Bergwertung | Bergwertung          | Bergwertung        | Bergwertung               | Bergwertung |
| Fahrer      | Fahrer               | Land               | Team                      | Punkte      |
| ----------- | -------------------- | ------------------ | ------------------------- | ----------- |
| 1.          | Santiago Buitrago    | Kolumbien          | Bahrain Victorious        | 3 P.        |
| 2.          | Anton Theo Lennemann | Deutschland        | Bike Aid                  | 3 P.        |
| 3.          | Kevin Vermaerke      | Vereinigte Staaten | Team dsm-firmenich PostNL | 2 P.        |
| 4.          | Nick Bangert         | Deutschland        | Lotto Kern-Haus PSD Bank  | 2 P.        |

| Nachwuchswertung | Nachwuchswertung | Nachwuchswertung   | Nachwuchswertung       | Nachwuchswertung |
| Fahrer           | Fahrer           | Land               | Team                   | Zeit             |
| ---------------- | ---------------- | ------------------ | ---------------------- | ---------------- |
| 1.               | Jonathan Milan   | Italien            | Lidl-Trek              | 4 h 19 min 23 s  |
| 2.               | Fabio Christen   | Schweiz            | Q36.5 Pro Cycling Team | + 16 s           |
| 3.               | Gil Gelders      | Belgien            | Soudal Quick-Step      | + 16 s           |
| 4.               | Luke Lamperti    | Vereinigte Staaten | Soudal Quick-Step      | + 16 s           |

| Mannschaftswertung | Mannschaftswertung      | Mannschaftswertung | Mannschaftswertung |
| Team               | Team                    | Land               | Zeit               |
| ------------------ | ----------------------- | ------------------ | ------------------ |
| 1.                 | Lidl-Trek               | Vereinigte Staaten | 12 h 58 min 49 s   |
| 2.                 | Red Bull-Bora-Hansgrohe | Deutschland        | + 4 s              |
| 3.                 | Q36.5 Pro Cycling Team  | Schweiz            | + 11 s             |
| 4.                 | Tudor Pro Cycling Team  | Schweiz            | + 11 s             |

### 2. Etappe
Heilbronn–Schwäbisch Gmünd (174,6 km)
| \| Etappenergebnis \| Etappenergebnis \| Etappenergebnis \| Etappenergebnis \| Etappenergebnis \| \| Fahrer \| Fahrer \| Land \| Team \| Zeit \| \| --------------- \| -------------------------- \| ---------------------- \| ------------------------- \| --------------- \| \| 1. \| Mads Pedersen \| Dänemark \| Lidl-Trek \| 4 h 25 min 50 s \| \| 2. \| Tobias Halland Johannessen \| Norwegen \| Uno-X Mobility \| + 0 s \| \| 3. \| Archie Ryan \| Irland \| EF Education-EasyPost \| + 0 s \| \| 4. \| Danny van Poppel \| Niederlande \| Red Bull-Bora-Hansgrohe \| + 6 s \| \| 5. \| Émilien Jeannière \| Frankreich \| TotalEnergies \| + 6 s \| \| 6. \| Orluis Aular \| Venezuela \| Caja Rural-Seguros RGA \| + 6 s \| \| 7. \| Jonas Rutsch \| Deutschland \| EF Education-EasyPost \| + 6 s \| \| 8. \| Ethan Hayter \| Vereinigtes Königreich \| Ineos Grenadiers \| + 6 s \| \| 9. \| Tobias Müller \| Deutschland \| Deutschland \| + 6 s \| \| 10. \| Sean Flynn \| Vereinigtes Königreich \| Team dsm-firmenich PostNL \| + 6 s \| |                            |                        |                           |                 |
| |                            |                        |                           |                 |
| Quelle: ProCyclingStats |                            |                        |                           |                 |
| Etappenergebnis |                            |                        |                           |                 |
| Fahrer | Fahrer                     | Land                   | Team                      | Zeit            |
| 1. | Mads Pedersen              | Dänemark               | Lidl-Trek                 | 4 h 25 min 50 s |
| 2. | Tobias Halland Johannessen | Norwegen               | Uno-X Mobility            | + 0 s           |
| 3. | Archie Ryan                | Irland                 | EF Education-EasyPost     | + 0 s           |
| 4. | Danny van Poppel           | Niederlande            | Red Bull-Bora-Hansgrohe   | + 6 s           |
| 5. | Émilien Jeannière          | Frankreich             | TotalEnergies             | + 6 s           |
| 6. | Orluis Aular               | Venezuela              | Caja Rural-Seguros RGA    | + 6 s           |
| 7. | Jonas Rutsch               | Deutschland            | EF Education-EasyPost     | + 6 s           |
| 8. | Ethan Hayter               | Vereinigtes Königreich | Ineos Grenadiers          | + 6 s           |
| 9. | Tobias Müller              | Deutschland            | Deutschland               | + 6 s           |
| 10. | Sean Flynn                 | Vereinigtes Königreich | Team dsm-firmenich PostNL | + 6 s           |

| \| Gesamtwertung \| Gesamtwertung \| Gesamtwertung \| Gesamtwertung \| Gesamtwertung \| \| Fahrer \| Fahrer \| Land \| Team \| Zeit \| \| ------------- \| -------------------------- \| ---------------------- \| ----------------------- \| --------------- \| \| 1. \| Mads Pedersen \| Dänemark \| Lidl-Trek \| 8 h 45 min 23 s \| \| 2. \| Tobias Halland Johannessen \| Norwegen \| Uno-X Mobility \| + 12 s \| \| 3. \| Ethan Hayter \| Vereinigtes Königreich \| Ineos Grenadiers \| + 21 s \| \| 4. \| Archie Ryan \| Irland \| EF Education-EasyPost \| + 21 s \| \| 5. \| Stefan Bissegger \| Schweiz \| EF Education-EasyPost \| + 21 s \| \| 6. \| Danny van Poppel \| Niederlande \| Red Bull-Bora-Hansgrohe \| + 22 s \| \| 7. \| Fabio Christen \| Schweiz \| Q36.5 Pro Cycling Team \| + 24 s \| \| 8. \| Gil Gelders \| Belgien \| Soudal Quick-Step \| + 24 s \| \| 9. \| Luke Lamperti \| Vereinigte Staaten \| Soudal Quick-Step \| + 24 s \| \| 10. \| Orluis Aular \| Venezuela \| Caja Rural-Seguros RGA \| + 26 s \| |                            |                        |                         |                 |
| |                            |                        |                         |                 |
| Quelle: ProCyclingStats |                            |                        |                         |                 |
| Gesamtwertung |                            |                        |                         |                 |
| Fahrer | Fahrer                     | Land                   | Team                    | Zeit            |
| 1. | Mads Pedersen              | Dänemark               | Lidl-Trek               | 8 h 45 min 23 s |
| 2. | Tobias Halland Johannessen | Norwegen               | Uno-X Mobility          | + 12 s          |
| 3. | Ethan Hayter               | Vereinigtes Königreich | Ineos Grenadiers        | + 21 s          |
| 4. | Archie Ryan                | Irland                 | EF Education-EasyPost   | + 21 s          |
| 5. | Stefan Bissegger           | Schweiz                | EF Education-EasyPost   | + 21 s          |
| 6. | Danny van Poppel           | Niederlande            | Red Bull-Bora-Hansgrohe | + 22 s          |
| 7. | Fabio Christen             | Schweiz                | Q36.5 Pro Cycling Team  | + 24 s          |
| 8. | Gil Gelders                | Belgien                | Soudal Quick-Step       | + 24 s          |
| 9. | Luke Lamperti              | Vereinigte Staaten     | Soudal Quick-Step       | + 24 s          |
| 10. | Orluis Aular               | Venezuela              | Caja Rural-Seguros RGA  | + 26 s          |

| Punktewertung | Punktewertung  | Punktewertung | Punktewertung           | Punktewertung |
| Fahrer        | Fahrer         | Land          | Team                    | Punkte        |
| ------------- | -------------- | ------------- | ----------------------- | ------------- |
| 1.            | Jonathan Milan | Italien       | Lidl-Trek               | 30 P.         |
| 2.            | Mads Pedersen  | Dänemark      | Lidl-Trek               | 30 P.         |
| 3.            | Jordi Meeus    | Belgien       | Red Bull-Bora-Hansgrohe | 14 P.         |

| Bergwertung | Bergwertung         | Bergwertung | Bergwertung                | Bergwertung |
| Fahrer      | Fahrer              | Land        | Team                       | Punkte      |
| ----------- | ------------------- | ----------- | -------------------------- | ----------- |
| 1.          | Dawit Yemane        | Eritrea     | Bike Aid                   | 4 P.        |
| 2.          | Miguel Heidemann    | Deutschland | Deutschland                | 4 P.        |
| 3.          | Dario Igor Belletta | Italien     | Team Visma \| Lease a Bike | 4 P.        |

| Nachwuchswertung | Nachwuchswertung           | Nachwuchswertung   | Nachwuchswertung       | Nachwuchswertung |
| Fahrer           | Fahrer                     | Land               | Team                   | Zeit             |
| ---------------- | -------------------------- | ------------------ | ---------------------- | ---------------- |
| 1.               | Tobias Halland Johannessen | Norwegen           | Uno-X Mobility         | 8 h 45 min 23 s  |
| 2.               | Archie Ryan                | Irland             | EF Education-EasyPost  | + 9 s            |
| 3.               | Fabio Christen             | Schweiz            | Q36.5 Pro Cycling Team | + 12 s           |
| 4.               | Gil Gelders                | Belgien            | Soudal Quick-Step      | + 12 s           |
| 5.               | Luke Lamperti              | Vereinigte Staaten | Soudal Quick-Step      | + 12 s           |

| Mannschaftswertung | Mannschaftswertung      | Mannschaftswertung | Mannschaftswertung |
| Team               | Team                    | Land               | Zeit               |
| ------------------ | ----------------------- | ------------------ | ------------------ |
| 1.                 | Red Bull-Bora-Hansgrohe | Deutschland        | 26 h 16 min 41 s   |
| 2.                 | EF Education-EasyPost   | Vereinigte Staaten | + 9 s              |
| 3.                 | Movistar Team           | Spanien            | + 19 s             |

### 3. Etappe
Schwäbisch Gmünd–Villingen-Schwenningen (211,1 km)
| \| Etappenergebnis \| Etappenergebnis \| Etappenergebnis \| Etappenergebnis \| Etappenergebnis \| \| Fahrer \| Fahrer \| Land \| Team \| Zeit \| \| --------------- \| ----------------- \| ------------------ \| ------------------------- \| --------------- \| \| 1. \| Jonathan Milan \| Italien \| Lidl-Trek \| 5 h 17 min 57 s \| \| 2. \| Max Kanter \| Deutschland \| Astana Qazaqstan Team \| + 0 s \| \| 3. \| Jordi Meeus \| Belgien \| Red Bull-Bora-Hansgrohe \| + 0 s \| \| 4. \| Matevž Govekar \| Slowenien \| Bahrain Victorious \| + 0 s \| \| 5. \| Luke Lamperti \| Vereinigte Staaten \| Soudal Quick-Step \| + 0 s \| \| 6. \| Niklas Märkl \| Deutschland \| Team dsm-firmenich PostNL \| + 0 s \| \| 7. \| Tibor Del Grosso \| Niederlande \| Alpecin-Deceuninck \| + 0 s \| \| 8. \| Orluis Aular \| Venezuela \| Caja Rural-Seguros RGA \| + 0 s \| \| 9. \| Nicolò Buratti \| Italien \| Bahrain Victorious \| + 0 s \| \| 10. \| Vlad Van Mechelen \| Belgien \| Team dsm-firmenich PostNL \| + 0 s \| |                   |                    |                           |                 |
| |                   |                    |                           |                 |
| Quelle: ProCyclingStats |                   |                    |                           |                 |
| Etappenergebnis |                   |                    |                           |                 |
| Fahrer | Fahrer            | Land               | Team                      | Zeit            |
| 1. | Jonathan Milan    | Italien            | Lidl-Trek                 | 5 h 17 min 57 s |
| 2. | Max Kanter        | Deutschland        | Astana Qazaqstan Team     | + 0 s           |
| 3. | Jordi Meeus       | Belgien            | Red Bull-Bora-Hansgrohe   | + 0 s           |
| 4. | Matevž Govekar    | Slowenien          | Bahrain Victorious        | + 0 s           |
| 5. | Luke Lamperti     | Vereinigte Staaten | Soudal Quick-Step         | + 0 s           |
| 6. | Niklas Märkl      | Deutschland        | Team dsm-firmenich PostNL | + 0 s           |
| 7. | Tibor Del Grosso  | Niederlande        | Alpecin-Deceuninck        | + 0 s           |
| 8. | Orluis Aular      | Venezuela          | Caja Rural-Seguros RGA    | + 0 s           |
| 9. | Nicolò Buratti    | Italien            | Bahrain Victorious        | + 0 s           |
| 10. | Vlad Van Mechelen | Belgien            | Team dsm-firmenich PostNL | + 0 s           |

| \| Gesamtwertung \| Gesamtwertung \| Gesamtwertung \| Gesamtwertung \| Gesamtwertung \| \| Fahrer \| Fahrer \| Land \| Team \| Zeit \| \| ------------- \| -------------------------- \| ---------------------- \| ------------------------- \| ---------------- \| \| 1. \| Mads Pedersen \| Dänemark \| Lidl-Trek \| 14 h 03 min 08 s \| \| 2. \| Tobias Halland Johannessen \| Norwegen \| Uno-X Mobility \| + 12 s \| \| 3. \| Danny van Poppel \| Niederlande \| Red Bull-Bora-Hansgrohe \| + 19 s \| \| 4. \| Ethan Hayter \| Vereinigtes Königreich \| Ineos Grenadiers \| + 21 s \| \| 5. \| Archie Ryan \| Irland \| EF Education-EasyPost \| + 21 s \| \| 6. \| Stefan Bissegger \| Schweiz \| EF Education-EasyPost \| + 21 s \| \| 7. \| Luke Lamperti \| Vereinigte Staaten \| Soudal Quick-Step \| + 22 s \| \| 8. \| Fabio Christen \| Schweiz \| Q36.5 Pro Cycling Team \| + 24 s \| \| 9. \| Gil Gelders \| Belgien \| Soudal Quick-Step \| + 24 s \| \| 10. \| Sean Flynn \| Vereinigtes Königreich \| Team dsm-firmenich PostNL \| + 26 s \| |                            |                        |                           |                  |
| |                            |                        |                           |                  |
| Quelle: ProCyclingStats |                            |                        |                           |                  |
| Gesamtwertung |                            |                        |                           |                  |
| Fahrer | Fahrer                     | Land                   | Team                      | Zeit             |
| 1. | Mads Pedersen              | Dänemark               | Lidl-Trek                 | 14 h 03 min 08 s |
| 2. | Tobias Halland Johannessen | Norwegen               | Uno-X Mobility            | + 12 s           |
| 3. | Danny van Poppel           | Niederlande            | Red Bull-Bora-Hansgrohe   | + 19 s           |
| 4. | Ethan Hayter               | Vereinigtes Königreich | Ineos Grenadiers          | + 21 s           |
| 5. | Archie Ryan                | Irland                 | EF Education-EasyPost     | + 21 s           |
| 6. | Stefan Bissegger           | Schweiz                | EF Education-EasyPost     | + 21 s           |
| 7. | Luke Lamperti              | Vereinigte Staaten     | Soudal Quick-Step         | + 22 s           |
| 8. | Fabio Christen             | Schweiz                | Q36.5 Pro Cycling Team    | + 24 s           |
| 9. | Gil Gelders                | Belgien                | Soudal Quick-Step         | + 24 s           |
| 10. | Sean Flynn                 | Vereinigtes Königreich | Team dsm-firmenich PostNL | + 26 s           |

| Punktewertung | Punktewertung  | Punktewertung | Punktewertung           | Punktewertung |
| Fahrer        | Fahrer         | Land          | Team                    | Punkte        |
| ------------- | -------------- | ------------- | ----------------------- | ------------- |
| 1.            | Jonathan Milan | Italien       | Lidl-Trek               | 45 P.         |
| 2.            | Mads Pedersen  | Dänemark      | Lidl-Trek               | 30 P.         |
| 3.            | Jordi Meeus    | Belgien       | Red Bull-Bora-Hansgrohe | 23 P.         |
| 4.            | Max Kanter     | Deutschland   | Astana Qazaqstan Team   | 21 P.         |

| Bergwertung | Bergwertung         | Bergwertung | Bergwertung                | Bergwertung |
| Fahrer      | Fahrer              | Land        | Team                       | Punkte      |
| ----------- | ------------------- | ----------- | -------------------------- | ----------- |
| 1.          | Jørgen Nordhagen    | Norwegen    | Team Visma \| Lease a Bike | 15 P.       |
| 2.          | Dawit Yemane        | Eritrea     | Bike Aid                   | 10 P.       |
| 3.          | Miguel Heidemann    | Deutschland | Deutschland                | 4 P.        |
| 4.          | Dario Igor Belletta | Italien     | Team Visma \| Lease a Bike | 4 P.        |
| 5.          | Marius Mayrhofer    | Deutschland | Tudor Pro Cycling Team     | 4 P.        |

| Nachwuchswertung | Nachwuchswertung           | Nachwuchswertung   | Nachwuchswertung      | Nachwuchswertung |
| Fahrer           | Fahrer                     | Land               | Team                  | Zeit             |
| ---------------- | -------------------------- | ------------------ | --------------------- | ---------------- |
| 1.               | Tobias Halland Johannessen | Norwegen           | Uno-X Mobility        | 14 h 03 min 20 s |
| 2.               | Archie Ryan                | Irland             | EF Education-EasyPost | + 9 s            |
| 3.               | Luke Lamperti              | Vereinigte Staaten | Soudal Quick-Step     | + 10 s           |

| Mannschaftswertung | Mannschaftswertung      | Mannschaftswertung | Mannschaftswertung |
| Team               | Team                    | Land               | Zeit               |
| ------------------ | ----------------------- | ------------------ | ------------------ |
| 1.                 | Red Bull-Bora-Hansgrohe | Deutschland        | 42 h 10 min 32 s   |
| 2.                 | EF Education-EasyPost   | Vereinigte Staaten | + 9 s              |
| 3.                 | Movistar Team           | Spanien            | + 19 s             |

### 4. Etappe
Annweiler am Trifels–Saarbrücken (182,7 km)
| \| Etappenergebnis \| Etappenergebnis \| Etappenergebnis \| Etappenergebnis \| Etappenergebnis \| \| Fahrer \| Fahrer \| Land \| Team \| Zeit \| \| --------------- \| -------------------------- \| ------------------ \| -------------------------- \| --------------- \| \| 1. \| Mads Pedersen \| Dänemark \| Lidl-Trek \| 4 h 23 min 42 s \| \| 2. \| Danny van Poppel \| Niederlande \| Red Bull-Bora-Hansgrohe \| + 0 s \| \| 3. \| Luke Lamperti \| Vereinigte Staaten \| Soudal Quick-Step \| + 0 s \| \| 4. \| Santiago Buitrago \| Kolumbien \| Bahrain Victorious \| + 0 s \| \| 5. \| Florian Stork \| Deutschland \| Tudor Pro Cycling Team \| + 0 s \| \| 6. \| Tobias Halland Johannessen \| Norwegen \| Uno-X Mobility \| + 0 s \| \| 7. \| Kevin Vermaerke \| Vereinigte Staaten \| Team dsm-firmenich PostNL \| + 0 s \| \| 8. \| Jørgen Nordhagen \| Norwegen \| Team Visma \\| Lease a Bike \| + 0 s \| \| 9. \| Jefferson Cepeda \| Ecuador \| Caja Rural-Seguros RGA \| + 0 s \| \| 10. \| Henri Uhlig \| Deutschland \| Alpecin-Deceuninck \| + 6 s \| |                            |                    |                            |                 |
| |                            |                    |                            |                 |
| Quelle: ProCyclingStats |                            |                    |                            |                 |
| Etappenergebnis |                            |                    |                            |                 |
| Fahrer | Fahrer                     | Land               | Team                       | Zeit            |
| 1. | Mads Pedersen              | Dänemark           | Lidl-Trek                  | 4 h 23 min 42 s |
| 2. | Danny van Poppel           | Niederlande        | Red Bull-Bora-Hansgrohe    | + 0 s           |
| 3. | Luke Lamperti              | Vereinigte Staaten | Soudal Quick-Step          | + 0 s           |
| 4. | Santiago Buitrago          | Kolumbien          | Bahrain Victorious         | + 0 s           |
| 5. | Florian Stork              | Deutschland        | Tudor Pro Cycling Team     | + 0 s           |
| 6. | Tobias Halland Johannessen | Norwegen           | Uno-X Mobility             | + 0 s           |
| 7. | Kevin Vermaerke            | Vereinigte Staaten | Team dsm-firmenich PostNL  | + 0 s           |
| 8. | Jørgen Nordhagen           | Norwegen           | Team Visma \| Lease a Bike | + 0 s           |
| 9. | Jefferson Cepeda           | Ecuador            | Caja Rural-Seguros RGA     | + 0 s           |
| 10. | Henri Uhlig                | Deutschland        | Alpecin-Deceuninck         | + 6 s           |

| \| Gesamtwertung \| Gesamtwertung \| Gesamtwertung \| Gesamtwertung \| Gesamtwertung \| \| Fahrer \| Fahrer \| Land \| Team \| Zeit \| \| ------------- \| -------------------------- \| ------------------ \| -------------------------- \| ---------------- \| \| 1. \| Mads Pedersen \| Dänemark \| Lidl-Trek \| 18 h 26 min 39 s \| \| 2. \| Danny van Poppel \| Niederlande \| Red Bull-Bora-Hansgrohe \| + 22 s \| \| 3. \| Tobias Halland Johannessen \| Norwegen \| Uno-X Mobility \| + 23 s \| \| 4. \| Luke Lamperti \| Vereinigte Staaten \| Soudal Quick-Step \| + 26 s \| \| 5. \| Archie Ryan \| Irland \| EF Education-EasyPost \| + 38 s \| \| 6. \| Florian Stork \| Deutschland \| Tudor Pro Cycling Team \| + 39 s \| \| 7. \| Jørgen Nordhagen \| Norwegen \| Team Visma \\| Lease a Bike \| + 40 s \| \| 8. \| Fabio Christen \| Schweiz \| Q36.5 Pro Cycling Team \| + 41 s \| \| 9. \| Gil Gelders \| Belgien \| Soudal Quick-Step \| + 41 s \| \| 10. \| Kevin Vermaerke \| Vereinigte Staaten \| Team dsm-firmenich PostNL \| + 42 s \| |                            |                    |                            |                  |
| |                            |                    |                            |                  |
| Quelle: ProCyclingStats |                            |                    |                            |                  |
| Gesamtwertung |                            |                    |                            |                  |
| Fahrer | Fahrer                     | Land               | Team                       | Zeit             |
| 1. | Mads Pedersen              | Dänemark           | Lidl-Trek                  | 18 h 26 min 39 s |
| 2. | Danny van Poppel           | Niederlande        | Red Bull-Bora-Hansgrohe    | + 22 s           |
| 3. | Tobias Halland Johannessen | Norwegen           | Uno-X Mobility             | + 23 s           |
| 4. | Luke Lamperti              | Vereinigte Staaten | Soudal Quick-Step          | + 26 s           |
| 5. | Archie Ryan                | Irland             | EF Education-EasyPost      | + 38 s           |
| 6. | Florian Stork              | Deutschland        | Tudor Pro Cycling Team     | + 39 s           |
| 7. | Jørgen Nordhagen           | Norwegen           | Team Visma \| Lease a Bike | + 40 s           |
| 8. | Fabio Christen             | Schweiz            | Q36.5 Pro Cycling Team     | + 41 s           |
| 9. | Gil Gelders                | Belgien            | Soudal Quick-Step          | + 41 s           |
| 10. | Kevin Vermaerke            | Vereinigte Staaten | Team dsm-firmenich PostNL  | + 42 s           |

| Punktewertung | Punktewertung    | Punktewertung | Punktewertung           | Punktewertung |
| Fahrer        | Fahrer           | Land          | Team                    | Punkte        |
| ------------- | ---------------- | ------------- | ----------------------- | ------------- |
| 1.            | Jonathan Milan   | Italien       | Lidl-Trek               | 45 P.         |
| 2.            | Mads Pedersen    | Dänemark      | Lidl-Trek               | 45 P.         |
| 3.            | Danny van Poppel | Niederlande   | Red Bull-Bora-Hansgrohe | 24 P.         |

| Bergwertung | Bergwertung      | Bergwertung | Bergwertung                | Bergwertung |
| Fahrer      | Fahrer           | Land        | Team                       | Punkte      |
| ----------- | ---------------- | ----------- | -------------------------- | ----------- |
| 1.          | Jørgen Nordhagen | Norwegen    | Team Visma \| Lease a Bike | 15 P.       |
| 2.          | Dawit Yemane     | Eritrea     | Bike Aid                   | 10 P.       |
| 3.          | Joshua Huppertz  | Deutschland | Lotto Kern-Haus PSD Bank   | 6 P.        |

| Nachwuchswertung | Nachwuchswertung           | Nachwuchswertung   | Nachwuchswertung      | Nachwuchswertung |
| Fahrer           | Fahrer                     | Land               | Team                  | Zeit             |
| ---------------- | -------------------------- | ------------------ | --------------------- | ---------------- |
| 1.               | Tobias Halland Johannessen | Norwegen           | Uno-X Mobility        | 18 h 27 min 02 s |
| 2.               | Luke Lamperti              | Vereinigte Staaten | Soudal Quick-Step     | + 3 s            |
| 3.               | Archie Ryan                | Irland             | EF Education-EasyPost | + 15 s           |

| Mannschaftswertung | Mannschaftswertung         | Mannschaftswertung | Mannschaftswertung |
| Team               | Team                       | Land               | Zeit               |
| ------------------ | -------------------------- | ------------------ | ------------------ |
| 1.                 | Caja Rural-Seguros RGA     | Spanien            | 55 h 22 min 12 s   |
| 2.                 | Team dsm-firmenich PostNL  | Niederlande        | + 1 s              |
| 3.                 | Team Visma \| Lease a Bike | Niederlande        | + 2 s              |

## Wertungen und Tourverlauf
| Etappe    |                  | Sieger _       | Gesamtwertung  | Punktewertung  | Bergwertung       | Nachwuchswertung           | Teamwertung             |
| --------- | ---------------- | -------------- | -------------- | -------------- | ----------------- | -------------------------- | ----------------------- |
| Prolog    | Einzelzeitfahren | Jonathan Milan | Jonathan Milan | Jonathan Milan | nicht vergeben    | Jonathan Milan             | Lidl-Trek               |
| 1. Etappe | Flachetappe      | Jonathan Milan | Jonathan Milan | Jonathan Milan | Santiago Buitrago | Jonathan Milan             | Lidl-Trek               |
| 2. Etappe | Hügelige Etappe  | Mads Pedersen  | Mads Pedersen  | Jonathan Milan | Dawit Yemane      | Tobias Halland Johannessen | EF Education-EasyPost   |
| 3. Etappe | Hügelige Etappe  | Jonathan Milan | Mads Pedersen  | Jonathan Milan | Jørgen Nordhagen  | Tobias Halland Johannessen | Red Bull-Bora-Hansgrohe |
| 4. Etappe | Hügelige Etappe  | Mads Pedersen  | Mads Pedersen  | Jonathan Milan | Jørgen Nordhagen  | Tobias Halland Johannessen | Caja Rural-Seguros RGA  |
| Endstand  | Endstand         |                | Mads Pedersen  | Jonathan Milan | Jørgen Nordhagen  | Tobias Halland Johannessen | Caja Rural-Seguros RGA  |